# Stuart Little (serie animata)
Stuart Little è una serie televisiva a cartoni animati prodotto da Red Wagon Entertainment e Sony Pictures Television. Il cartone animato è tratto dalla serie cinematografica dei film: Stuart Little - Un topolino in gamba, Stuart Little 2, e Stuart Little 3 - Un topolino nella foresta.
La serie, composta da tredici episodi, è stata trasmessa originariamente negli Stati Uniti su HBO Family dal 1º marzo al 24 maggio 2003 mentre in Italia è andata in onda per la prima volta su Nickelodeon dal 7 al 23 gennaio 2009.

## Trama
La serie narra le avventure di Stuart Little e della sua famiglia.

## Personaggi principali
- Stuart Little
- Fiocco di Neve
- Margalo
- George Little
- Mr. Frederick Little
- Mrs. Eleanor Little
- Monty
- Falcone

## Episodi
| nº | Titolo italiano | Titolo inglese                                | Prima TV USA   | Prima TV Italia |
| --- | --------------- | --------------------------------------------- | -------------- | --------------- |
| 1 |                 | The Meatloaf Bandit                           | 1º marzo 2003  | 7 gennaio 2009  |
| Nell'ultimo periodo i polpettoni di tutta la città stanno scomparendo misteriosamente nel nulla. Stuart e George pensano che un "bandito del polpettone" sia a piede libero perciò comprano un cane per proteggere la loro casa e piazzano alcune trappole in giro per cautelarsi. |                 |                                               |                |                 |
| 2 |                 | A Model Driver                                | 8 marzo 2003   | 8 gennaio 2009  |
| Il signor e la signora Little finiscono per creare involontariamente un complesso in George in quanto lasciano Stuart libero di svolgere qualsiasi tipo di attività divertente mentre a lui no. Così George decide di creare un'auto che possa adattarsi alle sue esigenze in modo da poterla guidare proprio come fa Stuart con le proprie. |                 |                                               |                |                 |
| 3 |                 | Team Little                                   | 15 marzo 2003  | 9 gennaio 2009  |
| Stuart e George iscrivono la loro famiglia a un picnic scolastico. Quando arrivano sul luogo, incontrano un'altra famiglia che durante lo svolgimento di una serie di giochi inizia a barare e puntualmente Stuart e George se ne accorgono. Alla fine gli impostori vengono smascherati e la famiglia Little si aggiudica la competizione. |                 |                                               |                |                 |
| 4 |                 | He Said, He Said                              | 22 marzo 2003  | 12 gennaio 2009 |
| Quando Stuart si schianta contro l'auto in una gara, George pensa che il suo amico Will l'abbia sabotata. |                 |                                               |                |                 |
| 5 |                 | The Great Outdoors                            | 29 marzo 2003  | 13 gennaio 2009 |
| La famiglia Little va in campeggio e qui decidono di fare un'escursione sulla cima di una montagna nelle vicinanze. Tuttavia due procioni scoprono che hanno portato dietro del cibo, quindi si infilano nei loro zaini e rubano tutta la loro attrezzatura da trekking. A questo punto spetta a Stuart e George trovare la strada per tornare al campo in modo che possano tornare a casa sani e salvi. |                 |                                               |                |                 |
| 6 |                 | Life, Liberty and the Pursuit of Taco Tuesday | 5 aprile 2003  | 14 gennaio 2009 |
| Dopo che il Taco Tuesday, un'usanza statunitense in cui si esce a mangiare dei tacos, è stata sostituita con dei bastoncini di pesce, George dà a Stuart l'idea di candidarsi come presidente di classe. Stuart si precipita quindi a svolgere delle azioni che possano aiutarlo ad ottenere il voto degli altri perciò fa dei biscotti, distribuisce volantini, ripulisce il cortile della scuola e migliora la mascotte. Successivamente apre una petizione per far tornare il Taco Tuesday invece di dover mangiare quei bastoncini di pesce che non piacciono a nessuno. Alla fine Stuart riesce nel suo intento e fa tornare il Taco Tuesday, tuttavia durante il suo discorso lascia tutti quanti sorpresi affermando di voler cedere la carica di presidente di classe a George in quanto lo trova più adatto a ricoprire tale ruolo e perché lo vuole premiare per le sue iniziative. |                 |                                               |                |                 |
| 7 |                 | A Little Big Record                           | 12 aprile 2003 | 15 gennaio 2009 |
| Durante un giorno di pioggia, Stuart e George si annoiano e decidono di leggere un libro intitolato Il grande libro dei record mondiali di Big Bob. I due poi decidono di realizzare un record straordinario in modo da entrare anche loro nel libro ma l'impresa si rivelerà più difficile del previsto. |                 |                                               |                |                 |
| 8 |                 | Skateboard Dogz                               | 19 aprile 2003 | 16 gennaio 2009 |
| Stuart e George diventano ossessionati dallo skateboard e si uniscono a un gruppo di skater. Tuttavia tutto il tempo trascorso a praticare questo passatempo li fa rimanere indietro con i compiti scolastici. Successivamente l'intero gruppo partecipa a una gara di skate e ha la possibilità di avere la propria foto su una rivista dedicata alla disciplina. |                 |                                               |                |                 |
| 9 |                 | Adventures in Housekeeping                    | 26 aprile 2003 | 19 gennaio 2009 |
| Quando la signora Little si ammala, George e Stuart devono aiutare il signor Little nelle faccende domestiche. |                 |                                               |                |                 |
| 10 |                 | A Little Too Fast                             | 3 maggio 2003  | 20 gennaio 2009 |
| La famiglia Little va alla fiera della contea e qui Stuart e George vogliono partecipare ad ogni giostra prima di dover tornare a casa. Tuttavia per riuscire a fare ciò sono obbligati a partecipare ad ognuna di esse il più velocemente possibile e la cosa li rende stanchi. Alla fine si renderanno conto che bisogna godersi il proprio tempo libero con più calma e riusciranno comunque a divertirsi. |                 |                                               |                |                 |
| 11 |                 | No Job is Too Little                          | 10 maggio 2003 | 21 gennaio 2009 |
| Stuart e George cercano di trovare dei lavoretti per guadagnare abbastanza denaro per comprare alla signora Little un regalo di compleanno. |                 |                                               |                |                 |
| 12 |                 | A Little Bit Country                          | 17 maggio 2003 | 22 gennaio 2009 |
| Durante la visita allo zio Crenshaw nella sua nuova fattoria, Stuart, Fiocco di Neve e Monty incontrano la nemesi del topolino, Falcone. |                 |                                               |                |                 |
| 13 |                 | A Little Vacation                             | 24 maggio 2003 | 23 gennaio 2009 |
| La famiglia Little va in vacanza e soggiorna in un hotel dove dovrebbero incontrare lo zio Crenshaw, tuttavia Stuart e George temono che l'hotel sia infestato e rimangono allerta. |                 |                                               |                |                 |

## Doppiaggio
| Personaggio      | Doppiatore originale                            | Doppiatore italiano                                       |
| ---------------- | ----------------------------------------------- | --------------------------------------------------------- |
| Stuart Little    | David Kaufman                                   | Oreste Baldini                                            |
| Fiocco di Neve   | Quinton Flynn (1ª voce) Nathan Lane (2ª voce)   | Roberto Stocchi                                           |
| George Little    | Myles Jeffrey                                   | Manuel Meli                                               |
| Frederick Little | Hugh Laurie                                     | Saverio Indrio                                            |
| Eleanor Little   | Jennifer Hale                                   | Laura Lenghi (1ª voce) Antonella Baldini (2ª voce)        |
| Martha Little    | Jennifer Hale                                   | Barbara Castracane (1ª voce) Marianna Gregoraci (2ª voce) |
| Monty            | Steve Zahn (1ª voce) Carlos Alazraqui (2ª voce) | Luigi Ferraro                                             |
| Margalo          | Rachael Harris                                  | Giò Giò Rapattoni                                         |